# Chiesa dei Santi Pietro e Paolo (Caldes)
La chiesa dei Santi Pietro e Paolo è la parrocchiale di Bozzana, frazione di Caldes in Trentino. Fa parte della zona pastorale delle Valli del Noce dell'arcidiocesi di Trento e risale al XIV secolo.

## Storia

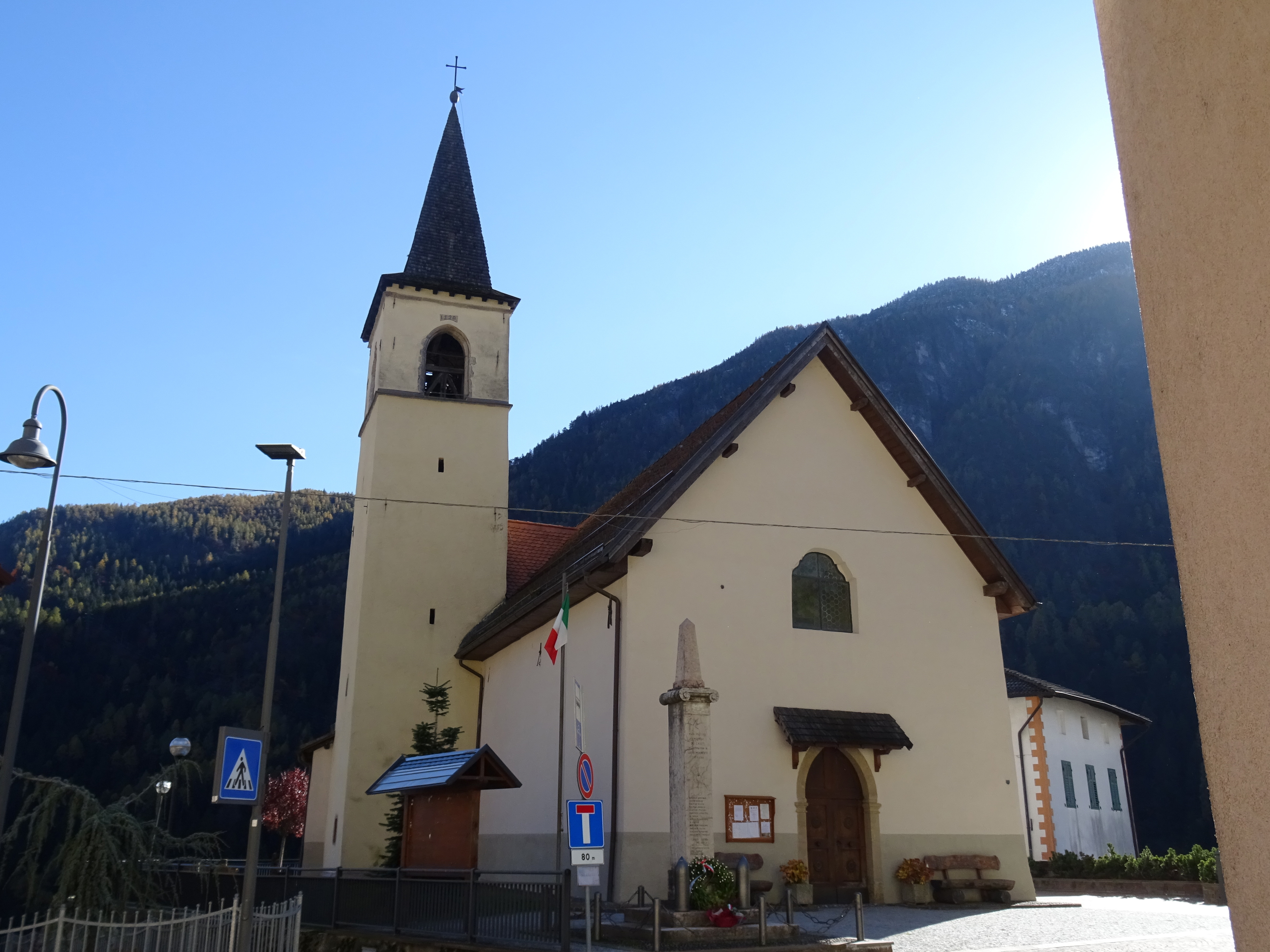
Chiesa dei Santi Pietro e Paolo con la sua torre campanaria.

La prima citazione del luogo di culto a Bozzana si trova in un documento datato 1384 e nella seconda metà del secolo successivo fu arricchita di un ciclo di affreschi andato in gran parte perduto. La piccola chiesa, non più sufficiente per le necessità dei fedeli, venne ricostruita nel 1528 e tale data fu riportata sopra la finestra a monofora anteriore della cella campanaria.
Negli atti della sua visita pastorale del 1537 il principe vescovo di Trento Bernardo Clesio la chiesa venne ricordata e durante il secondo decennio del XVII secolo, secondo gli atti della visita pastorale del 1617, la chiesa venne ampliata e, su precise indicazioni degli emissari diocesani, le parti affrescate nel coro furono imbiancate. Durante la visita pastorale del 1672 si dispose che la chiesa venisse ristrutturata e tale indicazione è da ritenersi eseguita entro il 1694 perché in quel momento venne solennemente consacrato un nuovo altare. Ebbe la concessione del fonte battesimale e della custodia dell'Eucaristia entro il 1735 e dodici anni dopo fu elevata a dignità curazialelegata alla pieve di Livo, la chiesa della Natività di Maria.
Venne elevata a dignità di chiesa parrocchiale nel 1959 anche se da tempo ne svolgeva le funzioni.
L'ultimo importante intervento ha riguardato l'adeguamento liturgico realizzato tra il 1970 e il 1980. La mensa rivolta al popolo rispetta lo stile neogotico ed è stata posta in posizione avanzata nel presbiterio mentre l'altare maggiore storico è stato mantenuto per la custodia eucaristica nel suo tabernacolo. L'ambone è stato posto a sinistra e la sede del celebrante è costituita da una sedia in legno.

## Descrizione

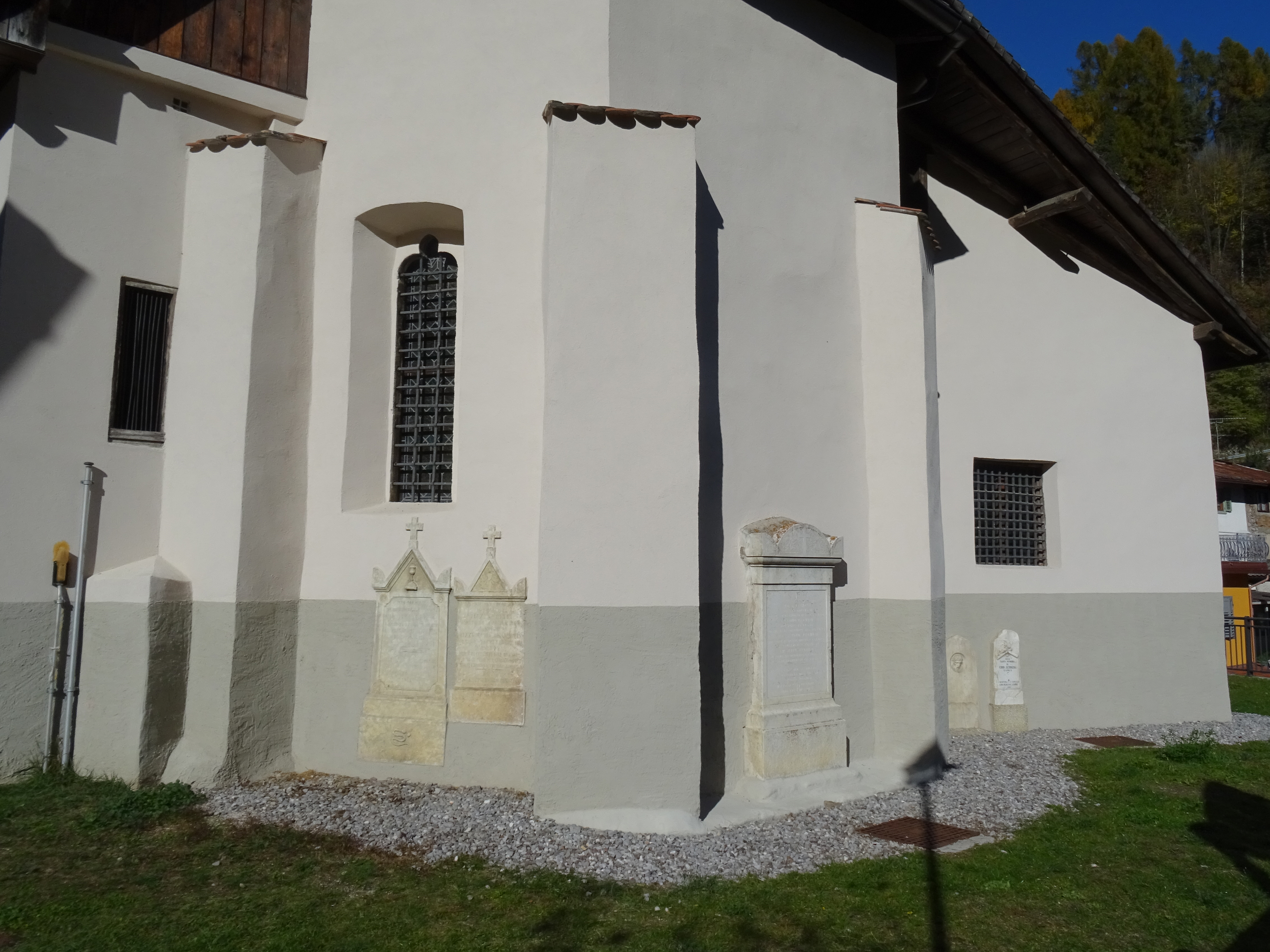
Parte absidale con lapidi, nel cimitero della comunità.

### Esterni
La chiesa si trova nell'abitato di Bozzana e mostra orientamento verso sud-est, accanto al cimitero della comunità. La facciata a capanna con due spioventi è semplice; il portale si conclude con un arco a sesto acuto ed è posto sotto una piccola tettoia. In alto, in asse, si trova la finestra dal contorno mistilineo che porta luce alla sala. La torre campanaria ha la cella che si apre con quattro finestre a monofora ogivale e si conclude con la piramide apicale acuta a base quadrata ricoperta con scandole.

### Interni
La navata interna è unica e formata da tre campate con volte a reticolo. Il presbiterio è leggermente rialzato e conserva due riquadri con affreschi risalenti al XV secolo che raffigurano la Madonna col Bambino e San Pietro. L'altare maggiore è opera di Gelsomino Scannagatta e la sua pala raffigura la Madonna del Rosario coi Santi Domenico, Pietro, Agata e Paolo. Il pulpito in legno è del XV secolo e decorazioni recenti sono state realizzate da Molinari.